# Euphorbia cremersii
Euphorbia cremersii Rauh & Razaf. es una especie fanerógama perteneciente a la familia Euphorbiaceae. 

## Distribución y hábitat
En endémica de Madagascar en el área de Mahajanga/Maevatanana y posiblemente en  Bemarivo en la Provincia de Mahajanga. Su hábitat natural es tropical o subtropical seco en zonas de arbustos. Esta tratada en peligro de extinción por pérdida de hábitat.

## Variedades
- Euphorbia cremersii var. cremersii
  - o Euphorbia cremersii var. cremersii fa. viridiflora Rauh 1991
- Euphorbia cremersii var. rakotozafyi (Cremers) Rauh 1995

## Taxonomía
Euphorbia cremersii fue descrita por Rauh & Razaf. y publicado en Euphorbia Journal 7: 23. 1991.
Etimología
Euphorbia: nombre genérico que deriva del médico griego del rey Juba II de Mauritania (52 a 50 a. C. - 23), Euphorbus, en su honor – o en alusión a su gran vientre –  ya que usaba médicamente Euphorbia resinifera. En 1753 Carlos Linneo asignó el nombre a todo el género.
cremersii: epíteto otorgado en honor del botánico francés; Georges Alexis Cremers (1936 -).